# Jang Keun-suk
Jang Keun-suk (hangul: 장근석; hanja: 張根碩; rr: Jang Keun-seok; MR: Chang Kŭnsŏk), nascido em 4 de agosto de 1987, é um ator, cantor e modelo sul-coreano. Ele é mais conhecido pelos seus papéis nos dramas Beethoven Virus (2008), You're Beautiful (2009), Mary Stayed Out All Night (2010), Love Rain (2012) e Pretty Man (2013) e por sua participação como apresentador da primeira temporada do Produce101.

## Biografia

### 1990–1997: Vida antiga e começo de sua carreira
Jang Geun-suk nasceu em 4 de agosto de 1987, em Danyang, Chungcheong do Norte, na Coreia do Sul. Ele começou a trabalhar como modelo infantil com 5 anos de idade, depois de ser descoberto por um produtor. Naquela época, os pais de Geun-suk estavam vendendo sua casa e o produtor, um possível comprador da casa, viu Geun-suk o seu potencial, o produtor aconselhou os pais de Jang a permiti-lo a começar a carreira de modelo.
Jang fez a sua estreia como ator, em 1997, na comédia da HBS (atual Channel CGV) Selling Happiness. Ele continuou a trabalhar na televisão como ator infantil.
No ensino médio, Jang ouviu a música do cantor pop japonês Ken Hirai. Ele ficou inspirado o bastante pelas músicas do cantor para aprender japonês sozinho. Na escola secundária, Geun-suk foi para a Nova Zelândia, onde estudou na Nelson Colleg, em 2003, para aprender inglês e japonês.
Mesmo que Jang quisesse continuar com seus estudos na Nova Zelândia, uma oferta de trabalho o trouxe de volta para a Coreia do Sul. Ele recebeu um papel na comédia popular da MBC, Nonstop 4. Depois do seu trabalho nessa comédia, Jang Geun-suk caiu numa recessão autorecepção e começou a achar que sua atuação não estava boa o suficiente. Então, ele decidiu se dedicar para se tornar um verdadeiro ator.

### Carreira

#### 2005–2007
Em 2005, Geun-suk interpretou o filho do presidente no drama da SBSD Lovers in Prague, qual tornou-se um sucesso e foi muito bem recebido e visto pelos fãs de dramas.
Em 2006, ele fez sua estreia para o cinema no filme de terror japonês One Missed Call: Final, onde ele interpretou o papel de um garoto morto. Utilizando sua antiga experiência com a língua japonesa, Jang foi capaz de se comunicar com os seus parceiros de elenco com facilidade. Ele também aprendeu a língua de sinais para a preparação desse papel. De volta para a televisão, ele interpretou o primeiro amor da famosa gisaeng Hwang Jini (interpretada por Ha Ji-won) no drama Hwang Jini. A interpretação de Jang ganhou atenção de muitas fãs femininas.
Em 2007, Jang estava no elenco do filme rock-musical The Happy Life, dirigido por Lee Joon-ik. Esse papel permitiu Jang mostrar os seus encantos masculinos, bem como mostrar suas habilidades de cantor. Jang também apresentou o live music show Inkigayo de 25 de fevereiro até 7 de outubro de 2007.
Em 2008, Jang iria atuar em mais dois projetos inspirados em músicas com o filme Do Re Mi Fa So La Ti Do e o drama, que virou um hit, da MBC Beethoven Virus ao lado de Kim Myung-Min, onde ele interpretou um trompetista de uma orquestra. Ele também estrelou o drama da KBS, Hong Gil-dong como o irmão fictício do Rei Gwanghae. Mais tarde, ele atuou com o ator infantil Moon Mason no filme Baby and I.

#### 2009-2011
O próximo papel de Jang foi no filme de terror The Case Of Itaewon Homicide, cujo foi o seu primeiro papel de vilão. O filme é baseado no Caso de Itaewon onde um jovem coreano-americano foi acusado de esfaquear uma estudante coreana até a morte. Jang falou suas falas em inglês durante todo o filme e a Beyong Hollywood disse que ele “interpretou muito bem o papel”.
Em You’re Beautiful, Geun Suk interpretou o líder do grupo de K-pop fictício A.N.Jell, qual se apaixona por uma garota que finge ser seu irmão gêmeo (interpretada por Park Shin-Hye). O drama também estrelou Lee Hongki e Jung Younghwa como o baterista e guitarrista da banda, respectivamente.

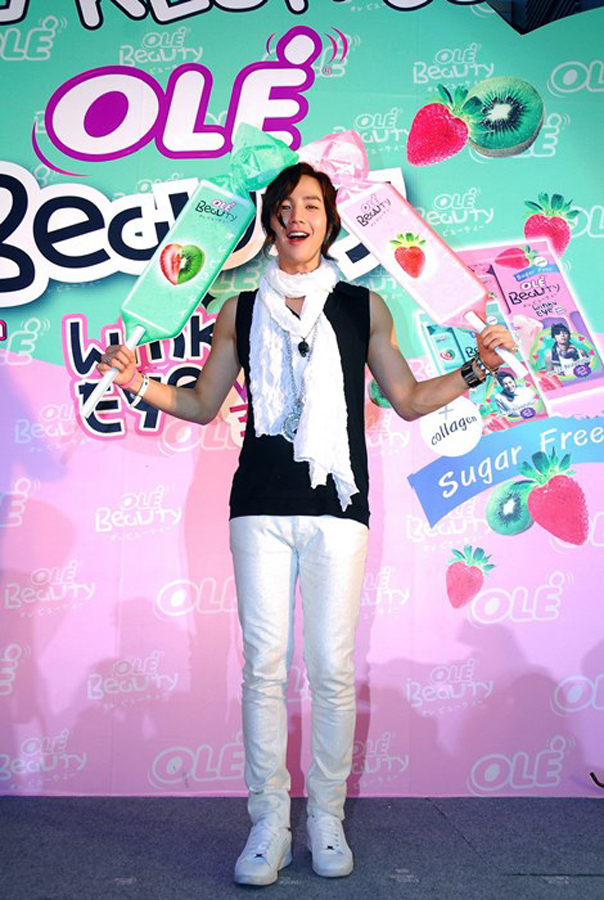
Jang Keun-suk em janeiro de 2011.

Em 2010, ele estrelou do lado de Moon Geun-young no drama (e comédia romântica) Mary Stayed Out All Night. Apesar da baixa audiência no mercado interno, foi bem recebido no Japão, e em 2011, Jang e Moon participaram de um encontro de fãs em Tokyo e em Osaka.
Embora ele tivesse músicas gravadas para as trilhas sonoras de alguns de seus dramas, bem como vários anúncios, Jang neste momento não tinha lançado nenhuma música como um artista solo. Seu primeiro single como cantor, “Let My Cry”, foi lançado pela Pony Canyon no Japão em 27 de abril de 2011. “Let Me Cry” estreou na primeira posição na Oricon japonesa, vendendo 119,149 cópias em sua primeira semana de lançamento, fazendo dele o primeiro ator não-japonês a ter o seu primeiro single estrear no número 1 das paradas. Isso o fez ganhar como o “Melhor Novo Artista” no 26th Japan Gold Disc Awards.
No dia 26 de outubro de 2011, Jang Geun-suk lançou um DVD intitulado de “Budapest Diary” no Japão. O DVD tinha Jang Geun-suk como o ator principal e também como participação no roteiro e nas seleções dos lugares para filmagem. Em setembro de mesmo ano, o primeiro álbum japonês de Jang, um EP chamado "The Lounge H Vol.1", foi lançado na China Continental, Taiwan, Hong Kong e em todo o sudeste da Ásia. Jang trabalhou com um amigo e musicista Big Brother para criar o dueto “Team H”. Big Brother escreveu e produziu outras músicas para o álbum, também fazendo rap em algumas. "The Lounge H Vol.1" teve quatro faixas e Geun-suk supostamente escreveu a letras da faixa-título “Gotta Getcha”. O álbum, que também inclui um videoclipe para “Gotta Getcha” e do backstage, eventualmente ganhou vendas de platina. Team H mais tarde venceu as nomeações de Best Selling Album e Best Korean Album no 2012 IFPI Hong Kong Record Sales Awards.
O próximo filme do ator, o You're My Pet foi lançado, em novembro de 2011.

#### 2012–presente
Em março de 2012, Jang lançou o álbum "Lounge H (The First Impression)" exclusivamente no Japão. Esse álbum foi diferente do "Lounge H Vol.1", qual havia sido lançado um ano antes, contendo sete faixas de rock e música eletrônica, incluindo “Gotta Getcha”.
No mesmo mês e ano, foi anunciado que Jang Geun-suk iria interpretar um papel principal ao lado de Im Yoona no drama da KBS2, Love Rain (2012), um drama que conta a história de um casal que se separaram nos anos 70, mas os seus filhos se apaixonam um pelo outro. Geun-suk, assim como Yoona, interpretou dois personagens no drama: o pintor Seo In Ha, dos anos 70 e Seo Joon, filho de Seo In Ha, dos anos modernos.
Em maio de 2012, Geun-suk lançou seu primeiro álbum japonês, intitulado de “Just Crazy”. O álbum debutou em número 1 na Oricon com 53,000 cópias vendidas. O álbum fez o ator ser o primeiro artista masculino internacional (não-japonês) a ficar no topo da Oricon e o segundo depois da música “Listen To My Heart” da BoA.
Em junho de 2012, Geun-suk lançou um livro de receitas japonesas chamado “Love Recipe”. Nele há vinte receitas, ensaios e sessões de fotos. A sua música, “200 miles”, participou da trilha sonora de Fairy Tail the Movie: The Phoenix Priestess.
Em 2013, ele atuou ao lado de IU no drama Pretty Man.
No dia 25 de fevereiro de 2015, Jang Geun-suk lançou o seu terceiro álbum solo “Monochrome” e ganhou terceiro lugar na Oricon. Além disso, ele lançou em 2015 o "Jang Keun Suk The Cri Show 3" por todo o Japão. A tour, que começou em Osaka em março de 2014, teve seus ingressos esgotados para os 12 concertos em seis cidades (Osaka, Niigata, Fukuoka, Okayama, Shizuoka, Hokkaido) e 4 concertos de arena em duas cidades (Kobe e Tokyo), tendo o total de 16 concertos. Em março de 2014 um curta-metragem chamado “CAMP” foi lançado, estrelando Jang Geun-suk e dirigido por ele mesmo, esse curta-metragem foi lançado como um DVD ("Jang Keun Suk Special short Film DVD CAMP") e debutou em primeiro na Oricon Film chart. “CAMP” foi todo filmando na ilha de Jeju em outubro de 2013.
Em 5 de setembro de 2015 "JANG KEUN SUK LIVE IN SEOUL 2015" foi realizada no Jangchoong Stadium, em Seul, e fez outra lembrança inesquecível com seus fãs. Foi a primeira vez que Jang Geun-suk abriu um concerto solo na Coreia em três anos e um grande número de fãs mostraram reações explosivas para o concerto.
Em 2016, Jang foi convidado para apresentar a primeira temporada do programa da MNET intitulado Produce101. O programa foi um grande sucesso na Coreia, alcançado níveis de audiência considerados altos para uma emissora a cabo. Jang ficou popular pelo seu modo de apresentar o pelo bordão "IT'S SHOWTIME".

## Filmografia

### Televisão
- 1999: Hug
- 2000: School 3
- 2001: Ladies of the Palace (SBS)
- 2001: Four Sister's Story (SBS)
- 2002: Orange
- 2002: The Great Ambition (SBS)
- 2002: Daemang (SBS)
- 2003: Nonstop 4 (MBC)
- 2005: Lovers in Prague (SBS)
- 2006: Alien Teacher (Tooniverse)
- 2006: Hwang Jin-i (KBS)
- 2006: One Missed Call Final
- 2007: Going Crazy Waiting/The Longest 24 Months
- 2007: Happy Life
- 2008: Hong Gil-dong (KBS)
- 2008: Beethoven Virus (MBC)
- 2008: Baby And Me
- 2008: Do Re Mi Fa Sol La Ti Do
- 2009: You're Beautiful (SBS)
- 2009: Members Of The Funeral
- 2010: Mary Stayed Out All Night (KBS)
- 2011: Ikemen desu ne (Cameo, Ep8) (TBS)
- 2012: Love Rain (KBS)
- 2013: Pretty Man (KBS2)
- 2016: Daebak (SBS)
- 2017: Hwayugi (Peacock Ep.3) (tvN)
- 2018: Switch (SBS)

### Filmes
- 2006: The Call 3: Final
- 2007: The Happy Life
- 2008: Do Re Mi Fa Sol La Si Do
- 2008: Baby and I
- 2009: The Case of Itaewon Homicide
- 2011: You're my Pet